# Sümeghy Dezső
Sümeghy Dezső (Apátfalva, 1882. január 6. – Sopron, 1957. április 11.) magyar genealógus, történész, levéltáros.

## Családja és származása
Édesapja, a kispolgári származású szombathelyi születésű Sümeghy István (1851–1912), apátfalvi iskolai igazgató, édesanyja a nemesi származású tarnói Csontos Irma (1854–1934) úrnő volt. Anyai nagyszülei tarnói Csontos Károly és felsőbüki Nagy Mária (1822–1886) voltak. Az anyai nagyanyai dédszülei felsőbüki Nagy Antal (1786–1832), földbirtokos és nemes Balogh Anna (1799–1871) voltak. Apai nagyszülei Sümeghy Imre, szombathelyi kertész (hortulanus), és Papp Veronika voltak; az apai nagyapai dédszülei Sümeghy László, nemesbődi kertész (hortulanus) és Antal Julianna voltak.

## Életpályája
A középiskolát Székesfehérvárt és Veszprémben végezte, az egyetemet Budapesten. 1907-től Csanád vármegye főlevéltárosa. Makón szervezett énekkarával szép sikereket ért el. 1923-ban Sopron vármegye főlevéltárosa lett. Kisebb történeti cikkeket írt a soproni lapokba, főleg a megyeháza épületének történetéről. A belső levéltári munkát tekintette fő feladatának, 1923 és 1938 között egyéni levéltári rendezési módszert dolgozott ki, ennek a szakemberek csodájára jártak. Az archívum anyagát politikai-közigazgatási ismérvek alapján  rendezte újra. Két nagy egységet alakított ki az 1848 előtti feudális és az 1849 utáni polgári korszak iratainak. Az utóbbi államjogi ismérveken alapulva további két osztályból állt. Ezek az abszolutista uralom, és az alkotmányos kor iratai. Sümeghy rendezése során önmagukban zárt egységek kialakítására törekedett a proveniencia elvének figyelembevételével. Rendezésének alapja a főosztály, osztály, kútfő, csoport, alcsoport tagolás volt.
A levéltár kincseiből állandó kiállítást rendezett, emlékezetes volt 1936-ban készített Liszt emlékkiállítása. A Révai Lexikon részére megírta Csanád megye történetét. Középkori oklevelek címmel 1928-ban kiadta levéltárának régi okleveles anyagát. Nyugállományba vonulása után a soproni egyetem bányatörténeti – főleg brennbergi – kutatásokkal bízta meg.

### Genealógiai munkássága
Barna Jánossal közösen írta a Nemes családok Csanádvármegyében című családtörténeti művet. A kötet 357 család geneológiai adatait tartalmazza. Felvették mindazokat a családokat, melyek nemességét Csanád vármegyében kihirdették; amelyek nemességüket nem tudták kellően 
igazolni, és így nemességüket nem hirdették ki, de nemesi jogokat élveztek; sőt azokat is, amelyek valamelyik birtokon újabban kaptak királyi adományt, vagy vétel útján jutottak birtokhoz, és azután a birtokot nemesi előnévvel vették meg. A szerzők a vármegyei levéltár anyaga alapján dolgoztak, és igen pontos feltárást végeztek. 73 olyan családról tudnak, amely Nagy Ivánnál nem szerepel. 67 olyan családot vettek fel, amelyek az 1854–55. évi nemesi összeírásban nincsenek feltüntetve; mindkettőből hiányzik 35. A megye 22 „állítólagos” nemes családjából csak 3 olyan, amelyik sem Nagy Iván művében, sem az 1754–55. évi összeírásban nem szerepel.

## Művei
- Barna János – Sümeghy  Dezső: Nemes családok Csanádvármegyében. Makó, 1913.
- Sümeghy Dezső: Sopron vármegye levéltárának oklevélgyűjteménye. I. rész, Középkori oklevelek. Sopron, 1928.